# Волф Дитрих фон Щадион
Волф Дитрих фон Щадион (на немски: Wolf Dietrich von Stadion; * 1551; † 1607) е от старата благородническа швабска фамилия „фон Щадион“ от Оберщадион в Баден-Вюртемберг.

## Произход
Той вероятно е потомък (от 12 деца) на Йохан фон Щадион († сл. 4 януари 1537) и съпругата му Агнес Щайн фон Райхенщайн, дъщеря на Бернхард Щаин фон Райхенщайн и фрайин Анна фон Хоенщофелн. Брат е на Кристоф фон Щадион (1478 – 1543), епископ на Аугсбург (1517 – 1543), и син на Николаус фон Щадион († 1507) и Агнес фон Гюлтлинген, дъщеря на Херман фон Гюлтлинген и Бригита фон Щайн.
Родът „фон Щадион“ изчезва по мъжка линия през 1908 г.

## Фамилия
Волф Дитрих фон Щадион се жени за Барбара фон Щайн цум Рехтенщайн († сл. 1572). Те имат една дъщеря:
- Маргарета фон Щадион († сл. 1643), омъжена на 3 ноември 1599 г. в Биберах за Вилхелм Шенк фон Щауфенберг (* 1573; † 20 декември 1644), син на Албрехт Шенк фон Щауфенберг († 19 август 1593, Вилфлинген) и втората му съпруга Вероника Фогт цу Алт-Зумерау.